# Mycetophagus
Mycetophagus (лат.) — род жуков-грибоедов.

## Описание
Жуки удлинённой формы длиной тела от 2,5 до 7 мм. Глаза цельные или имеют выемку. Усики булавовидные. Ряды точек на надкрыльях хорошо заметны. Личинки длиной тела 4,5—10 мм.

## Виды
- Mycetophagus ater (Reitter, 1879)
- Mycetophagus decempunctatus Fabricius, 1801
- Mycetophagus fulvicollis Fabricius, 1792
- Mycetophagus irroratus Reitter, 1879
- Mycetophagus multipunctatus Fabricius, 1792
- Mycetophagus piceus (Fabricius, 1776)
- Mycetophagus populi Fabricius, 1798
- Mycetophagus punctatus Hellwig, 1792
- Mycetophagus quadriguttatus P.W.J.Müller, 1821
- Mycetophagus quadripustulatus (Linnaeus, 1761)
- Mycetophagus salicis Brisout de Barneville, 1862
- Mycetophagus tschitscherini (Reitter, 1897 nec Semenov, 1898)

## Распространение
Встречаются преимущественно в Голарктике, несколько видов известны Восточной Африки, Индии, Неотропической области.